# Liste der Kulturgüter in Leutwil
Die Liste der Kulturgüter in Leutwil enthält alle Objekte in der Gemeinde Leutwil im Kanton Aargau, die gemäss der Haager Konvention zum Schutz von Kulturgut bei bewaffneten Konflikten, dem Bundesgesetz vom 20. Juni 2014 über den Schutz der Kulturgüter bei bewaffneten Konflikten sowie der Verordnung vom 29. Oktober 2014 über den Schutz der Kulturgüter bei bewaffneten Konflikten unter Schutz stehen.
Objekte der Kategorie A sind vollständig in der Liste enthalten, Objekte der Kategorie B sind im Gemeindegebiet nicht ausgewiesen, Objekte der Kategorie C fehlen zurzeit (Stand: 1. Januar 2023).

## Kulturgüter
| Foto |                                                              | Objekt                            | Kat. | Typ | Standort                  | Beschreibung |
| ---- | ------------------------------------------------------------ | --------------------------------- | ---- | --- | ------------------------- | --- |
| ja   | Datei hochladen · Wikidata zu Bauernhaus Baumann (Q19362351) | Bauernhaus Baumann KGS-Nr.: 09876 | A    | G   | Zopfweg 2 655541 / 240297 | Im 17. Jahrhundert aus Holz und Stein erbauter bäuerlicher Vielzweckbau. Stirnseitig zur Strasse gerichtetes ehemaliges Strohdachhaus mit Vollwalmdach und dreiseitiger, kräftig dimensionierter Hochstudkonstruktion. |